# Maisons (Eure-et-Loir)
Maisons település Franciaországban, Eure-et-Loir megyében. Lakosainak száma 403 fő (2022. január 1.).

## Népesség
A település népességének változása:
| Lakosok száma | 215  | 204  | 227  | 316  | 347  | 364  | 374  | 383  | 384  | 403  |
|               | 1968 | 1982 | 1990 | 2006 | 2013 | 2015 | 2017 | 2019 | 2020 | 2022 |